# Thousand Islands nationalpark
Thousand Islands nationalpark är en National Park i Ontario i Kanada. Landytan är 24 km² vilket gör nationalparken till en av Kanadas minsta.
Parken är huvudsakligen vattenbaserad och består av 21 granitöar samt ett stort antal småöar längs en 80 kilometer lång sträcka i Saint Lawrencefloden mellan Kingston och Brockville.
Djurlivet består ekorrar, möss och enstaka näbbmöss. Bland de lite större djuren finns rävar, hjortdjur, trädpiggsvin och prärievarg. Antalet svarta råttsnokar har minskat eftersom det mesta av deras naturliga habitat har försvunnit. 